# Dilema de Triffin
O Dilema de Triffin (às vezes como paradoxo de Triffin) é o conflito de interesses econômicos que surge entre objetivos internacionais domésticos e de longo prazo para países cujas moedas servem como moedas de reserva global.

## Contexto
Para Robert Triffin, o sistema de Bretton Woods continha uma falha inerente e potencialmente fatal, seja, sua dependência em relação ao dólar que deveria, conforme havia sido decidido em Bretton Woods, manter seu padrão ouro.
Ele argumentou que, uma vez que o volume de comércio aumentava com o tempo, qualquer sistema de taxas fixas de câmbio necessitava de um aumento do dinheiro internacionalmente aceito, com a finalidade de financiar o comércio e investimentos crescentes. A produção futura de ouro, a um preço fixo, não conseguiria suprir as necessidades existentes, de modo que a fonte de liquidez internacional necessária para lubrificar o crescimento, dentro do sistema de Bretton Woods, teria de ser o dólar. O único caminho para colocar esses dólares nas mãos do restante do mundo era o déficit na balança de pagamentos norte-americana.
Assim é "que os criadores de Bretton Woods haviam feito, inadvertidamente, fora improvisar um sistema monetário mundial dependente dos déficits norte-americanos, os mesmos que todos consideravam desestabilizantes na década de 1960. Se os déficits dos EUA continuassem, a confiança no dólar - e posteriormente no sistema-seria minada, e o resultado seria instabilidade. Porém se os déficits fossem eliminados, o restante do mundo ficaria privado dos dólares que necessitava para construir suas reservas e financiar o crescimento econômico. Para outros países, a questão tornou-se, depois, definitiva: deter mais dólares em suas reservas ou trocá-los por mais ouro norte-americano. Este último caminho, provavelmente mais cedo do que tarde, forçaria os Estados Unidos a pararem de vender ouro, um dos alicerces do sistema. O caminho anterior, deter uma quantidade crescente de dólares, minaria inexoravelmente a confiança, uma vez que as demandas potenciais em relação aos estoques americanos de ouro excediam em muito a quantia disponível para suprí-las. Ambos os caminhos continham as sementes de sua própria desgraça na análise desta lógica implacável.